# Stone (fintech)
Stone é uma fintech brasileira que oferece soluções financeiras, completas para empreendedores de todos os portes. Muito além da maquininha, a empresa atua com serviços de adquirência para diferentes formas de venda e também disponibiliza soluções bancárias, como Conta PJ e crédito, para ajudar a crescer e investir no seu negócio. Atua no mercado desde 2014, cobrindo todo o território brasileiro. Em 2018 realizou sua oferta inicial de ações (IPO) na bolsa de valores de Nova Iorque (NASDAQ). A Stone é parte integrante da holding Stone Co., que possui outras empresas do ecossistema de pagamentos no Brasil.

## História
Seus fundadores, André Street e Eduardo Pontes, foram motivados pela quebra do duplo monopólio referente a exclusividade das máquinas de cartão de crédito no Brasil, regulado pelo Banco Central do Brasil, pela Comissão de Constituição e Justiça do Senado e pelo Conselho Administrativo de Defesa Econômica (CADE). A empresa entrou em operação no ano de 2014. Nos dois anos anteriores a 2014 realizou sua preparação para entrada no mercado através da aquisição de licenças com bandeiras de pagamentos, como a Visa e Mastercard.
Em 2015, a Stone expandiu sua sede comercial para São Paulo e ampliou sua atuação pelo território brasileiro.
No ano de 2016, a Stone faz a aquisição total da Elavon do Brasil, empresa credenciadora que operava no Brasil desde 2011 e a quarta maior adquirente no mercado de meios de pagamentos. A Elavon possuía na época cerca de 2% do mercado de meios de pagamento, que foram incorporados à base de clientes da Stone no ano de 2016. As duas empresas seguiram como marcas independentes até meados de 2018 e após a Stone assumiu a totalidade da operação.
Em 2017, a Stone adquiriu a captação de um fundo de 1 bilhão de reais referente a venda de recebíveis para um fundo de investimento em direitos creditórios, garantindo a antecipação de recebíveis em transações feitas pelo lojista sem o intermédio de trava bancária.
Em outubro de 2018, a empresa fez um pedido de abertura pública de capital, através de ações (IPO), na bolsa de valores americana NASDAQ.
Em 2020, a Stone adquiriu a Linx por R$ 6,4 bilhões, ultrapassou a marca de 15 mil funcionários e lançou um livro sobre sua história chamado 5 Segundos - O jeito Stone de servir o cliente. [10]
Em 2022, a Stone comemorou seus 10 anos de história e definiu os compromissos para os próximos anos e ampliou sua escala em software.
Em 2023, a Stone ampliou sua presença de marca com patrocínios ao BBB [11]e à Fórmula 1[12], lançou novas soluções como Pix no POS[13], cartões e conta digital, retomou a oferta de crédito[14], estreou sua primeira solução integrada de software[15] e realizou seu primeiro Investor Day na NASDAQ..[16]
Em 2024, a Stone estreou no ranking da Interbrand como uma das Marcas Brasileiras Mais Valiosas[17], reconhecida por sua cultura e tecnologia.

## IPO
No dia 25 de outubro de 2018 a Stone realizou sua entrada na bolsa de valores americanas NASDAQ, levantando o valor de captação total, por valor acima da faixa indicativa, de US$ 1,22 bilhão, iniciando suas ações ao preço de US$ 24,00 e encerrando em alta de 30%, tendo sido cotada a US$ 31,35. Na véspera do lançamento na bolsa a Stone soltou um comunicado informando sobre um vazamento de dados.
O IPO teve a participação de grandes investidores internacionais como Warren Buffett, através da holding de investimentos Berkshire Hathaway, e a Ant Financial da chinesa Alibaba.

## Ton
Lançada em 2020, a marca Ton é voltada para microempreendedores autônomos, minilojas e pequenos negócios (CPF, MEI ou PJ), oferecendo maquininhas com taxas competitivas. Como estratégia de crescimento, além dos preços acessíveis, a Ton aposta no programa de indicação Renda Extra, que bonifica quem indica suas soluções.
Em agosto de 2021, Ton lançou o TapTon, sendo a primeira do Brasil a lançar a tecnologia NFC para transformar o celular em uma maquininha, ou seja, que o celular aceite pagamentos de crédito e débito por aproximação.

## Prêmios
A Stone já foi reconhecida por diversas premiações nacionais e internacionais que destacam sua atuação em inovação, sustentabilidade, atendimento ao cliente, marketing, tecnologia e gestão. Entre os reconhecimentos mais atuais, estão:
- 2025 – Prêmio if Awards[18]
- 2025 – Selo de Excelência em Franchising 2025[19]
- 2024 – Associação Brasileira de Bancos– Selo Mais Mulheres na Liderança[20]
- 2024 – Ranking Interbrand 12ª Marca Brasileira Mais Valiosa[21]
- 2024 – Ranking Valor 1000  – 3º lugar em Serviços Financeiros[22]
- 2024 – Experience Awards – Melhor NPS da Categoria Meios de Pagamento[23]
- 2024 – Prêmio Brasileiro de Design – Prata na categoria Design de Marca - Produtos Nativos Digitais[24]
- 2024 – Prêmio Salão ARP – Prata na categoria Projetos de Agência - Performance e Dados[25]
- 2024 – Prêmio Top 25 do Franchising Brasileiro – Entre as 25 melhores franquias do país[26]
- 2024 – Prêmio Elite InfoMoney 2024 – Eleita uma das empresas brasileiras de capital aberto que mais crescem[27]
- 2024 – Prêmio Digital Awards – Categoria Meios de Pagamento
- 2024 – Prêmio Latin Lawyer – Categoria Banking & Finance - Deal of the Year: DFC for women[29]